# Plaza Viva Tijuana

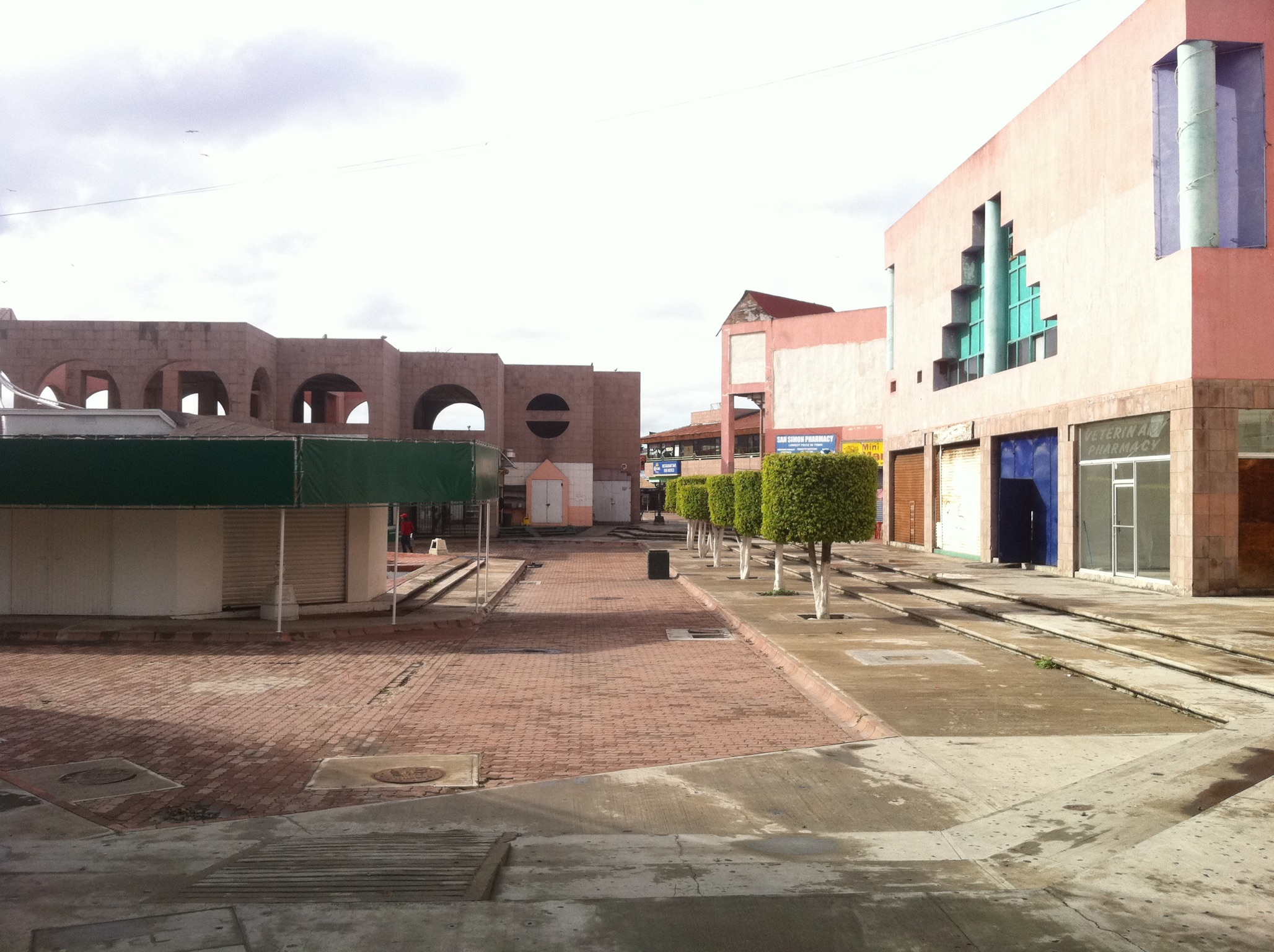
Una Plaza Viva Tijuana vacía en diciembre del 2010

Plaza Viva Tijuana es un centro comercial al aire libre en la Colonia Empleados Federales de Tijuana, directamente en frente a lo que anteriormente era la única salida a México para los peatones provenientes de San Ysidro, San Diego (California). Contiene varias farmacias, tiendas de artesanías y souvenirs, restaurantes, y una de las discotecas gay más grandes de Tijuana (anteriormente "Éxtasis", ahora "Club Fusion").
En 2012 el cruce peatonal Puerta México del lado occidental del cruce vehicular en sentido sur, cerró entre controversias, y fue reemplazado por un nuevo cruce peatonal a México del lado oriental. Los peatones todavía podían caminar hacia el occidente unos 500 m y salir a Tijuana en frente de la plaza, pero dio acceso fácil a los peatones a zonas del lado este de la frontera tales como la Zona Río. El negocio bajó para los mercantes de la plaza, hasta un 80% en un caso.
En julio del 2016, Plaza Viva Tijuana fue de nuevo un punto de foco de los peatones que pasan de Tijuana a San Ysidro, porque abrió el nuevo cruce fronterizo peatonal PedWest hacia Virginia Avenue y Las Américas Premium Outlets del lado estadounidense, el acceso a la cual es por un sendero que comienza en Plaza Viva Tijuana.